# Levan Gureshidze
Levan Gureshidze (en géorgien : ლევან გურეშიძე), né le 21 septembre 1988 à Tbilissi, est un lugeur géorgien.
Lors de sa participation aux épreuves de luge aux Jeux olympiques de 2010 de Vancouver au centre des sports de glisse de Whistler, son binôme Nodar Kumaritashvili est victime, lors d'une session d'entraînement le 12 février 2010, d'une sortie de piste qui entraîne sa mort. Levan Gureshidze se retire alors de la compétition,.